# Simon Church
Simon Richard Church (Amersham, Inglaterra, 10 de diciembre de 1988) es un exfutbolista galés. Jugaba de delantero y su último equipo fue el Plymouth Argyle.
Anunció su retirada en mayo de 2018 debido a la plaga de lesiones que le habían afectado en los últimos años.

## Selección nacional
Fue internacional con la selección de fútbol de Gales en 38 ocasiones y anotó 3 goles, destacando su participación en la Eurocopa 2016.

## Clubes
| Club                                | País         | Año       |
| ----------------------------------- | ------------ | --------- |
| Reading F. C.                       | Inglaterra   | 2007-2013 |
| Crewe Alexandra F. C. (cesión)      | Inglaterra   | 2007-2008 |
| Yeovil Town F. C. (cesión)          | Inglaterra   | 2008      |
| Wycombe Wanderers F. C. (cesión)    | Inglaterra   | 2008      |
| Leyton Orient F. C. (cesión)        | Inglaterra   | 2009      |
| Huddersfield Town A. F. C. (cesión) | Inglaterra   | 2012      |
| Charlton Athletic F. C.             | Inglaterra   | 2013-2015 |
| Milton Keynes Dons F. C.            | Inglaterra   | 2015-2016 |
| Aberdeen F. C. (cesión)             | Escocia      | 2016      |
| Aberdeen F. C. (cesión)             | Escocia      | 2016      |
| Roda JC Kerkrade                    | Países Bajos | 2016-2017 |
| Scunthorpe United F. C.             | Inglaterra   | 2017-2018 |
| Plymouth Argyle F. C.               | Inglaterra   | 2018      |

## Palmarés

### Títulos nacionales
| Título                       | Club          | País       | Año  |
| ---------------------------- | ------------- | ---------- | ---- |
| Football League Championship | Reading F. C. | Inglaterra | 2012 |